# Свята Швеції

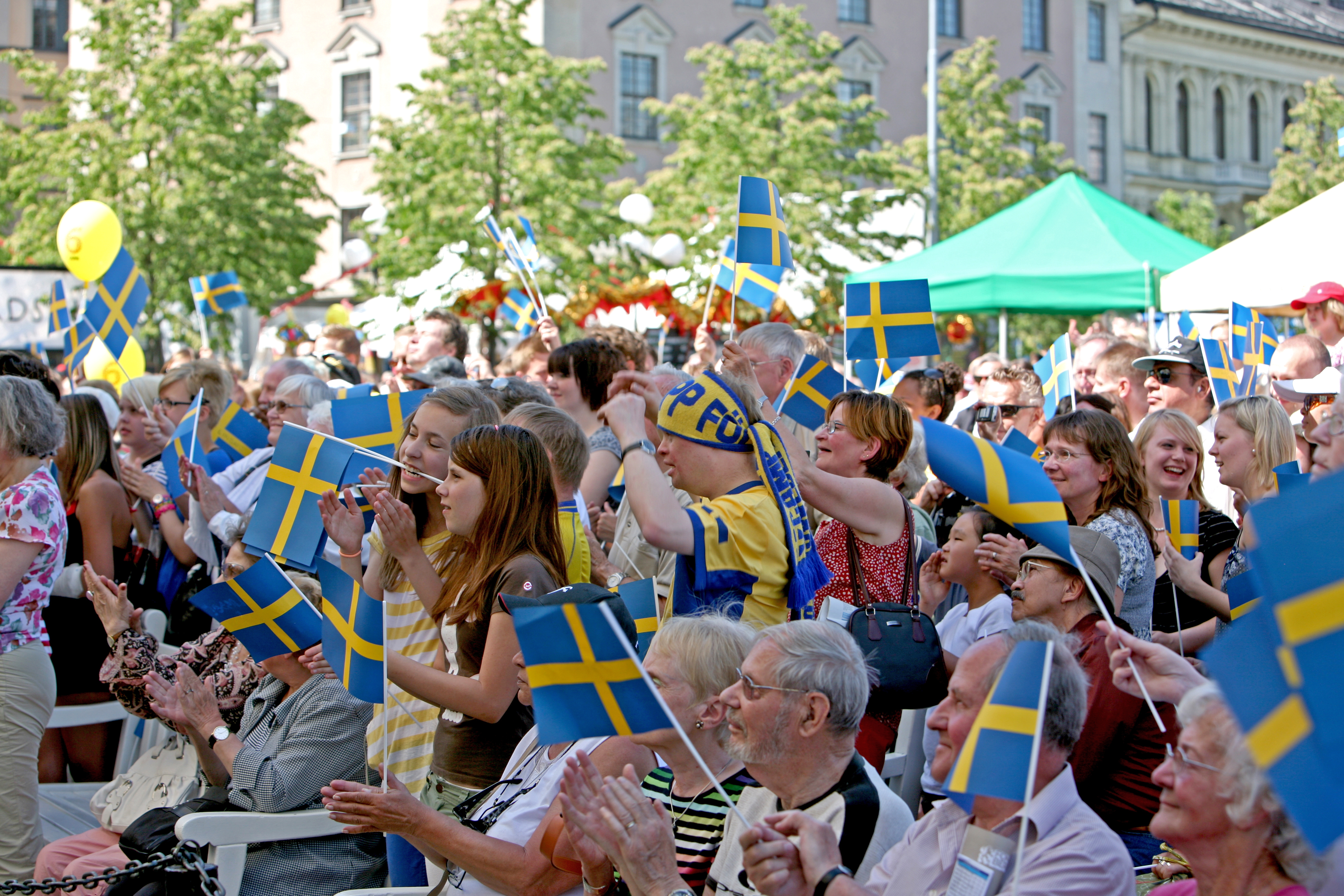
Національний день Швеції

Свята Швеції — офіційні свята Швеції затверджені державними законами, і є неробочими днями.
Шведські свята можна розділити на дві категорії:
- релігійні (християнські) і
- нерелігійні (світські).

Святковими днями вважаються всі неділі. Напередодні свята, традиційно день або частину дня також вважають святом, хоча офіційно може їм не бути. Багато підприємств в ці дні закінчують роботу в середині дня. Після прийняття закону про 40-годинний робочий тиждень вихідними днями для більшості шведів також стали і суботи.

## Перелік свят
- Крім неділь, офіційними святами Швеції є

| Дата                                        | Найменування                                         |
| ------------------------------------------- | ---------------------------------------------------- |
| 1 січня                                     | Новий рік (швед. nyårsdagen)                         |
| 6 січня                                     | Богоявлення (швед. trettondedag jul)                 |
| Четвер перед Великоднем                     | Гострий четвер (швед. skärtorsdagen)                 |
| П'ятниця перед Великоднем                   | Довга п'ятниця (швед. långfredagen)                  |
| Перше неділя після весняного повного місяця | Пасха (швед. påskdagen)                              |
| Понеділок після Великодня                   | День після Пасхи (швед. annandag påsk)               |
| 30 квітня                                   | Вальпургієва ніч                                     |
| 1 травня                                    | Перше травня (швед. första maj)                      |
| Шостий четвер після Великодня               | Вознесіння Господнє (швед. Kristi himmelsfärdsdag)   |
| Сьома неділя після Великодня                | П'ятидесятниця (швед. pingstdagen)                   |
| 6 червня                                    | День Шведського Прапора (швед. Sveriges nationaldag) |
| Субота між 20 червня—26 червня              | Середина літа (швед. midsommardagen)                 |
| Субота між 31 жовтня—6 листопада            | День усіх святих (швед. alla helgons dag)            |
| 25 грудня                                   | Різдво Христове (швед. juldagen)                     |
| 26 грудня                                   | День після Різдва (швед. annandag jul)               |

- Надзвичайно шанованим є День святої Люсії (13 грудня).
- Святкування Дня святого Кнута (13 січня).